# Adolphe Joanne
Adolphe Joanne (1813 – 1881) è stato un editore e giornalista francese.
Formatosi inizialmente nella scuola del diritto, nel 1843 fondò un settimanale che ebbe una gran fortuna, intitolato L'Illustration. La sua passione per i viaggi lo portò spesso in Svizzera, in particolare negli anni compresi fra il 1834 e il 1840. La sua ambizione era quella di donare delle opere che richiamassero quelle già esistenti in inglese e pubblicate da Johann Gottfried Ebel e Murray.
La sua prima opera è uscita nel 1841, intitolata Itinéraire descriptif et historiques de la Suisse, la cui seconda edizione apparve nel 1853. 
Nel 1864 egli fece pubblicare anche l'enorme Dictionnaire géographique de la France, successivamente riedito nel 1869 e nel 1872. Nel 1874 è membro fondatore del Club Alpino Francese di cui divenne presto Presidente. La sua opera fu portata avanti dal figlio, che svilupperà le Guides Joannes fino al 1914, quando divennero le Guides Bleus due anni più tardi